# Cetnar
Cetnar – pozaukładowa jednostka masy, używana głównie w dawnej, północnej Europie, o wielkości różnie ustalonej w różnych miejscach, zazwyczaj zbliżonej do ok. 50 kg, choć w Polsce równej od ponad 40 do nawet 80 kg.
Używany w XIX-wiecznej Europie cetnar celny wynosił 100 funtów celnych, czyli ok. 50 kg.

## Cetnar w Polsce
W Polsce w XVI-XVII w. cetnar był równy 120-160 funtom, czyli 60-80 kg. Wg Konstytucji 1565 cetnar staropolski = 5 kamieni = 160 funtów = 5120 łutów ≈ 64,8 kg. Cetnar nowopolski (używany w latach 1819–1849) = 4 kamienie = 100 funtów = 1600 uncji = 3200 łutów = 12 800 drachm = 40,55 kg. Cetnar polski nazywany był centnarem. Oprócz cetnara staropolskiego i nowopolskiego rozróżniano jeszcze dwa jego rodzaje: centnar warszawski (160 funtów = 64,8 kilograma) i centnar lwowski (128 funtów = 51,84 kilograma).

## Cetnar angielski
Cetnar angielski (hundredweight, cwt) to pozaukładowa jednostka masy używana w Anglii. W angielskim układzie jednostek jeden cetnar angielski zdefiniowany jest jako 112 funtów lub 8 kamieni, co odpowiada ok. 50,8023 kg.
20 cetnarów angielskich równa się jednej tonie angielskiej („długa tona”) (2240 funtów brytyjskich = 1016,05 kg).
Skrót cwt pochodzi od słowa weight (masa) i litery C oznaczającej w rzymskim systemie liczbowym 100, ponieważ jeden cetnar to w przybliżeniu sto funtów.

## Cetnar amerykański
Cetnar amerykański, short hundredweight lub cental: sto funtów, tj. 45,3592 kg.
20 cetnarów amerykańskich równa się jednej tonie amerykańskiej (short ton).

## Cetnary niemieckie
Na terenach krajów niemieckich rozróżniano w przeszłości kilka rodzajów cetnarów:
- Brunszwik: 46,77 kg
- Saksonia: 51,4 kg
- Prusy: 51,45 kg lub 100 funtów
- Bawaria, Austria: 56 kg

Po wojnach napoleońskich niektóre kraje niemieckie (Badenia w 1810, Hesja w 1821 oraz Wirtembergia) przyjęły jako miarę cetnara „metrycznego” równego 50,0 kg.